# Liga Premier de Crimea
La Liga Premier de Crimea (del ruso: Премьер-лига КФС) es la liga de fútbol a nivel profesional que se juega en Crimea desde la anexión de Crimea a Rusia en marzo de 2014, y es organizada por la Federación de Fútbol de la República de Crimea.

## Historia
El campeonato fue creado en 1939 y funcionaba como una liga regional de la Unión Soviética. Esto fue así hasta la Disolución de la Unión Soviética en 1991, donde pasó a ser una liga regional de Ucrania. Luego de la Anexión de Crimea y Sebastopol a Rusia, donde Rusia tomó el control, se fundó una divisional para los clubes de Crimea, la misma estaría al nivel de las ligas regionales de Rusia. Se jugó un Torneo de Transición para equiparar la liga con el calendario europeo, es decir, de julio a mayo. Luego, la UEFA intervino y declaró que los equipos que jugasen en esta división no tendrían reconocimiento oficial. A cambio ofreció un torneo que no estaba bajo la jurisdicción de la Unión del Fútbol de Rusia.
La liga fue formada por idea de un grupo de delegados de la UEFA encabezados por el expresidente de la Asociación Eslovaca de Fútbol František Laurinec, y la liga iba a ser de 8 clubes, de los cuales 5 nunca habían participado a nivel profesional, y según la UEFA, la liga estaba en una región con una infraestructura pobre.
En 2016 no consideran a Crimea como un miembro a futuro de la UEFA, pero en Crimea consideran una de dos opciones: que reconozcan a Crimea como parte de Rusia o que sea reconocida como Kosovo.

## Campeones
| Temporada                          | Club (Ciudad)                 | N.º de título          |
| Bajo control soviético             | Bajo control soviético        | Bajo control soviético |
| ---------------------------------- | ----------------------------- | ---------------------- |
| 1939                               | Dinamo (Simferópol)           | 1°                     |
| 1940                               | Dinamo (Simferópol)           | 2°                     |
| Torneo inactivo debido a la guerra |                               |                        |
| 1945                               | ODO (Simferópol)              | 1°                     |
| 1946                               | ODO (Simferópol)              | 2°                     |
| 1947                               | Dinamo (Simferópol)           | 3°                     |
| 1948                               | Molot (Eupatoria)             | 1°                     |
| 1949                               | Metallurg (Kerch)             | 1°                     |
| 1950                               | Metallurg (Kerch)             | 2°                     |
| 1951                               | Molot (Eupatoria)             | 2°                     |
| 1952                               | ODO (Simferópol)              | 3°                     |
| 1953                               | Strela (Eupatoria)            | 1°                     |
| 1954                               | Metallurg (Kerch)             | 3°                     |
| 1955                               | Molot (Eupatoria)             | 3°                     |
| 1956                               | Metallurg (Kerch)             | 4°                     |
| 1957                               | Burevestnik (Simferópol)      | 1°                     |
| 1958                               | GDO (Simferópol)              | 1°                     |
| 1959                               | Spartak (Simferópol)          | 1°                     |
| 1960                               | Metallurg (Kerch)             | 5°                     |
| 1961                               | Avangard (Kerch)              | 1°                     |
| 1962                               | Metallurg (Kerch)             | 6°                     |
| 1963                               | Avangard (Kerch)              | 2°                     |
| 1964                               | Metallist (Sebastópol)        | 1°                     |
| 1965                               | Avangard (Kerch)              | 3°                     |
| 1966                               | Metallist (Sebastópol)        | 2°                     |
| 1967                               | Molot (Eupatoria)             | 4°                     |
| 1968                               | Avangard (Simferópol)         | 1°                     |
| 1969                               | Koktebel (Shchebetovka)       | 1°                     |
| 1970                               | Koktebel (Shchebetovka)       | 2°                     |
| 1971                               | Avangard (Simferópol)         | 2°                     |
| 1972                               | Avangard (Simferópol)         | 3°                     |
| 1973                               | Avangard (Simferópol)         | 4°                     |
| 1974                               | Avangard (Simferópol)         | 5°                     |
| 1975                               | Titan (Armiansk)              | 1°                     |
| 1976                               | Titan (Armiansk)              | 2°                     |
| 1977                               | Titan (Armiansk)              | 3°                     |
| 1978                               | Titan (Armiansk)              | 4°                     |
| 1979                               | Titan (Armiansk)              | 5°                     |
| 1980                               | Titan (Armiansk)              | 6°                     |
| 1981                               | Titan (Armiansk)              | 7°                     |
| 1982                               | Metallist (Sebastópol)        | 3°                     |
| 1983                               | Avangard (Dzharkói)           | 1°                     |
| 1984                               | Avangard (Dzharkói)           | 2°                     |
| 1985                               | Titan (Armiansk)              | 8°                     |
| 1986                               | Titan (Armiansk)              | 9°                     |
| 1987                               | Avangard (Dzharkói)           | 3°                     |
| 1988                               | Titan (Armiansk)              | 10°                    |
| 1989                               | Frunze (Saki)                 | 1°                     |
| 1990                               | Titan (Armiansk)              | 11°                    |
| 1991                               | Cintez (Armiansk)             | 1°                     |
| Bajo control ucraniano             |                               |                        |
| 1992                               | Surozh (Sudak)                | 1°                     |
| 1993-94                            | Frunzenets-2 (Saki)           | 1°                     |
| 1994-95                            | Chernomorets (Sebastópol)     | 1°                     |
| 1995-96                            | Portovik (Kerch)              | 1°                     |
| 1996-97                            | Surozh (Sudak)                | 2°                     |
| 1997-98                            | SVJ Danika                    | 1°                     |
| 1998-99                            | SVJ Danika                    | 2°                     |
| 1999-00                            | SVJ Danika                    | 3°                     |
| 2000-01                            | SVJ Danika                    | 4°                     |
| 2001                               | Lider (Saki)                  | 1°                     |
| 2002                               | Krymteplitsa (Molodyozhnoye)  | 1°                     |
| 2003                               | Tavria-TNU (Simferópol)       | 1°                     |
| 2004                               | Jímik (Krasnoperekopsk)       | 1°                     |
| 2005                               | Feniks-Ilichyovets (Kalinino) | 1°                     |
| 2006                               | Eupatoria-2500                | 1°                     |
| 2007                               | Spartak (Molodyozhnoye)       | 1°                     |
| 2008                               | Spartak (Molodyozhnoye)       | 2°                     |
| 2009                               | Spartak (Molodyozhnoye)       | 3°                     |
| 2010                               | Jímik (Krasnoperekopsk)       | 2°                     |
| 2011                               | Gvardeyets (Gvardeiskoye)     | 1°                     |
| 2012                               | Gvardeyets (Gvardeiskoye)     | 2°                     |
| 2013                               | Gvardeyets (Gvardeiskoye)     | 3°                     |
| Bajo control ruso                  |                               |                        |
| 2014                               | Gvardeyets (Gvardeiskoye)     | 4°                     |
| Bajo control crimeo                |                               |                        |
| 2015                               | SKChF (Sebastópol)            | 1°                     |
| 2015-16                            | TSK-Tavria (Simferópol)       | 1°                     |
| 2016-17                            | SKChF (Sebastópol)            | 2°                     |
| 2017-18                            | Yevpatoriya (Yevpatoriya)     | 1°                     |
| 2018-19                            | SKChF (Sebastópol)            | 3°                     |
| 2019-20                            | Yevpatoriya (Yevpatoriya)     | 2°                     |
| 2020-21                            | SKChF (Sebastópol)            | 4°                     |
| 2021-22                            | TSK-Tavria (Simferópol)       | 2°                     |

## Equipos 2016/17
Los clubes participantes para la edición 2016/17 son los siguientes:
| Club                    | Sede         | Página oficial | Periodo   |
| ----------------------- | ------------ | --- | --------- |
| Bakhchisaray            | Bakhchisaray | fc-bakhchisaray.ru (enlace roto disponible en Internet Archive; véase el historial, la primera versión y la última). | 2015–     |
| PFC Berkut              | Armyansk     | pfcberkut.ru (enlace roto disponible en Internet Archive; véase el historial, la primera versión y la última).       | 2015–2016 |
| Kafa                    | Feodosia     | | 2015–     |
| Ocean Kerch             | Kerch        | oceanfc.ru (enlace roto disponible en Internet Archive; véase el historial, la primera versión y la última).         | 2015–     |
| Rubin Yalta             | Yalta        | rubinyalta.ru (enlace roto disponible en Internet Archive; véase el historial, la primera versión y la última).      | 2015–     |
| FC Sevastopol           | Sevastopol   | Archivado el 10 de octubre de 2014 en Wayback Machine.                                                               | 2015–     |
| TSK-Tavria Simferopol   | Simferopol   | fctsk.ru (enlace roto disponible en Internet Archive; véase el historial, la primera versión y la última).           | 2015–     |
| Yevpatoriya             | Yevpatoriya  | fcevpatoriya.ru (enlace roto disponible en Internet Archive; véase el historial, la primera versión y la última).    | 2015–     |
| Krymteplitsa Molodizhne | Molodizhne   | | 2016–     |

## Ediciones anteriores
| Temporada | Campeón               | Finalista        |
| --------- | --------------------- | ---------------- |
| 2015–16   | TSK-Tavria Simferopol | SKChF Sevastopol |

## Clasificación histórica
A continuación, se muestra la tabla histórica de la Liga Premier de Crimea desde 2015-16 bajo el control crimeo hasta la finalizada temporada 2021-22.
| Pos. | Equipos                  | PJ  | G   | E  | P   | GF  | GC  | Dif. | Pts. |
| ---- | ------------------------ | --- | --- | -- | --- | --- | --- | ---- | ---- |
| 1    | Sevastopol               | 196 | 119 | 39 | 38  | 423 | 216 | +207 | 396  |
| 2    | TSK-Tavria               | 198 | 109 | 43 | 44  | 323 | 208 | +115 | 370  |
| 3    | Yevpatoria               | 196 | 104 | 28 | 64  | 371 | 236 | +135 | 340  |
| 4    | Krymteplytsia Molodizhne | 140 | 75  | 29 | 36  | 245 | 142 | +103 | 254  |
| 5    | Ocean Kerch              | 196 | 62  | 38 | 96  | 240 | 319 | -79  | 224  |
| 6    | Kyzyltash Bakhchisaray   | 140 | 46  | 30 | 64  | 202 | 216 | -14  | 168  |
| 7    | Aluston-YUBK             | 168 | 43  | 25 | 100 | 189 | 355 | -136 | 154  |
| 8    | Rubin Yalta              | 112 | 24  | 27 | 61  | 103 | 198 | -95  | 97   |
| 9    | Gvardeyets Skvortsovo    | 84  | 25  | 16 | 43  | 99  | 138 | -39  | 91   |
| 10   | Inkomsport Yalta         | 56  | 15  | 7  | 34  | 72  | 120 | -48  | 52   |
| 11   | Bakhchisaray             | 56  | 14  | 7  | 35  | 64  | 140 | -76  | 49   |
| 12   | Berkut Armyansk          | 28  | 1   | 7  | 20  | 18  | 61  | -43  | 10   |